# Giovanni Provera
Giovanni Provera (Pavia, 1735/1736 – Venezia, 5 luglio 1804) è stato un generale austriaco di origine italiana al servizio del Sacro Romano Impero durante le guerre rivoluzionarie francesi.

## Biografia
Nato in Italia, probabilmente a Pavia attorno al 1735/6, Giovanni, marchese di Provera, divenne Generalmajor il 18 giugno 1789, servendo in Italia durante gli scontri con la prima repubblica francese nel 1794 e 1795. Il 4 marzo 1796 ricevette la promozione a Feldmarschalleutnant combattendo, il 13 e 14 aprile come comandante dell'esercito austriaco, nella battaglia di Millesimo, dove venne sconfitto e catturato, come gran parte dei suoi uomini, dalle forze di Napoleone Bonaparte. Venne poi liberato in seguito ad uno scambio di prigionieri.
Provera prese parte al terzo tentativo del generale Alvinczy di liberare Mantova. Il 28 ottobre 1796 si unì al generale Quosdanovich a Pinzano al Tagliamento, e combatté nella vittoriosa seconda battaglia di Bassano il 6 novembre. Si scontrò anche, sempre contro i francesi, a Caldiero il 12 novembre e ad Arcole dal 15 al 17 novembre; in quest'ultima battaglia, venne duramente sconfitto dal francese Andrea Massena perdendo 6 cannoni e 700-800 prigionieri.
La sua divisione venne quindi nuovamente assegnata alla liberazione di Mantova nel gennaio 1797, sicché non partecipò alla sconfitta austriaca di Rivoli, scontrandosi piuttosto con le avanguardie di Augereau a Bevilacqua l'8 e il 9 gennaio. Fino al 12 del mese rimase poi senza motivo a Legnano, dando così modo ai francesi di inviare uomini a Rivoli. Nella notte tra il 13 e il 14 gennaio attraversò l'Adige prima del generale francese Jean Joseph Guieu, che sconfisse impedendogli di seguirlo. Provera lasciò quindi a protezione del ponte 1.500 uomini e 14 cannoni e, col resto delle forze, marciò in direzione di Mantova via Cerea, Sanguinetto e Nogara. Napoleone, messo al corrente dei movimenti di Provera, inviò ad intercettarlo Augereau, che però non riuscì nell'impresa. Il 16 gennaio Napoleone respinse il tentativo degli austriaci assediati a Mantova, guidati dal Wurmser, di unirsi a Provera, questo tra l'altro molto inferiore di numero ai francesi. Provera, con la via di fuga tagliata, si arrese assieme a 6.700 soldati.
Si ritirò dalla vita militare il 29 aprile 1797 e morì il 5 luglio 1804 a Venezia.